# Bãi Cháy
Bãi Cháy là một phường thuộc tỉnh Quảng Ninh, Việt Nam.

## Địa lý
Phường Bãi Cháy nằm ở trung tâm thành phố Hạ Long, có vị trí địa lý:
- Phía đông giáp các phường Hồng Gai, Yết Kiêu và Cao Xanh với ranh giới là eo Cửa Lục
- Phía tây giáp phường Hùng Thắng
- Phía nam giáp vịnh Hạ Long
- Phía bắc giáp phường Giếng Đáy và xã Lê Lợi.

Phường có diện tích 19,37 km², dân số năm 1999 là 15.645 người, mật độ dân số đạt 808 người/km².

### Điều kiện tự nhiên
Bãi Cháy nguyên là một đảo hình thoi dài 6 km, chỗ rộng nhất là 2 km, diện tích 1145,85 ha. Địa hình đồi núi, đỉnh cao nhất 162m. Phía Bắc đảo là vịnh Cửa Lục, quốc lộ 18A mở từ những năm 1930. Phía Nam đảo nhìn ra Vịnh Hạ Long có đường Hạ Long xây dựng từ năm 1959. Phường có đảo Rều cách bờ 300m (dễ dàng thấy khi đi từ Cảng tàu du lịch Bãi Cháy ra Vịnh). Phía Đông đảo có bến phà (nay là cầu) nối với phường Hồng Gai. Cảng xăng dầu B12 là cảng xăng dầu lớn nhất cả nước, trước 1965 là cảng Hải Quân.
Bãi Cháy có một bãi biển nhân tạo, nằm dọc vịnh Hạ Long, bãi cát có chiều dài hơn 1000m và rộng 100m. Đây là bãi tắm thu hút rất đông du khách vào mùa du lịch biển. Đặc điểm địa hình là một dải đồi thấp chạy thoai thoải về phía biển, kéo dài hơn 2 km ôm lấy hàng thông cổ thụ, nằm xen là những khách sạn, những biệt thự nhỏ kiến trúc riêng biệt.

## Lịch sử
Nơi đây có tên cổ là Vạ Cháy, bản thời Pháp thuộc thường ghi là Vat Chay hoặc Ile aux buissons (đảo bụi rậm). Tên Bãi Cháy hay Vạ Cháy ngày xưa là khu bãi cát ven biển do ngư dân bảo dưỡng thuyền gỗ bằng cách đốt lửa thui thuyền (dưới đáy và bên sườn thuyền thường có con hà bám vào rất chắc có thể ăn hỏng thuyền vì thế dân chài phải lấy lá phi lao đốt xung quanh), lửa khói quanh năm trong bãi mà thành tên.
Theo dã sử, Bãi Cháy chính là nơi đoàn thuyền lương của quân Nguyên Mông do Trương Văn Hổ cầm đầu vào xâm lược Việt Nam đã bị tướng nhà Trần là Trần Khánh Dư cùng quân dân nhà Trần thiêu cháy và bị dạt vào bờ. Do nhiều thuyền giặc bị cháy, gió mùa Đông Bắc lại thổi tạt lửa vào bờ phía tây Cửa Lục làm cháy luôn khu rừng đang hanh khô. Chính vì vậy mà khu rừng bị cháy đó có tên như ngày nay.
Trước năm 1979, Bãi Cháy là một thị trấn rộng, giáp địa phận xã Việt Hưng và huyện Hoành Bồ. Tháng 4/1979, tách khu phía tây lập thị trấn Giếng Đáy. Ngày 10/8/1981 thị trấn Bãi Cháy trở thành phường thuộc thị xã Hồng Gai. Vào ngày 27/12/1993, thành phố Hạ Long được thành lập trên cơ sở toàn bộ diện tích và dân số của thị xã Hồng Gai, qua đó đưa Bãi Cháy sang thành một phường của thành phố.

## Kinh tế
Với lợi thế nằm bên bờ vịnh Hạ Long, Bãi Cháy đóng vai trò là trung tâm lưu trú và các dịch vụ ven bờ, phát triển với quy mô quốc tế. Cơ sở vật chất kỹ thuật, dịch vụ ngành du lịch được đầu tư, khai thác hiệu quả đáp đã ứng được nhu cầu đa dạng của khách du lịch trong và ngoài nước. Trên địa bàn phường (tập trung tại đường Hạ Long, phố Vườn Đào, phố Anh Đào và khu Cái Dăm) hiện có 322 cơ sở lưu trú du lịch với 6.888 phòng, 12.478 giường; trong đó: 2 cơ sở đạt tiêu chuẩn 5 sao, 11 cơ sở đạt tiêu chuẩn 4 sao, 15 cơ sở đạt tiêu chuẩn 3 sao, 23 cơ sở đạt tiêu chuẩn 2 sao, 17 cơ sở đạt tiêu chuẩn 1 sao với 4.012 phòng được xếp hạng và trên 400 tàu du lịch. Bên cạnh đó, một số dự án khách sạn 5 sao đang được triển khai thực hiện và đưa vào hoạt động trong thời gian tới.
Bên cạnh du lịch, Bãi Cháy còn là khu vực tập trung phát triển của nhiều ngành kinh tế quan trọng, trong đó cảng nước sâu Cái Lân có khả năng đón tàu từ 3-5 vạn tấn, các nhà máy đóng tàu có khả năng đóng mới tàu trên 5 vạn tấn.
Trên địa bàn phường hiện có 3 trường mẫu giáo và 12 điểm mầm non tư thục, một trường tiểu học, một trường trung học cơ sở, một trường phổ thông cơ sở và một trường trung học phổ thông. Các trường học trên địa bàn đều đã được đầu tư xây dựng cao tầng hoá với quy mô hiện đại, nhiều trường đạt chuẩn Quốc gia. Đền Cái Lân trên địa bàn phường vốn là nơi ngư dân thờ Mẫu Thoải, nay là một điểm du lịch tâm linh hấp dẫn, nổi tiếng vô cùng linh thiêng.

## Hình ảnh

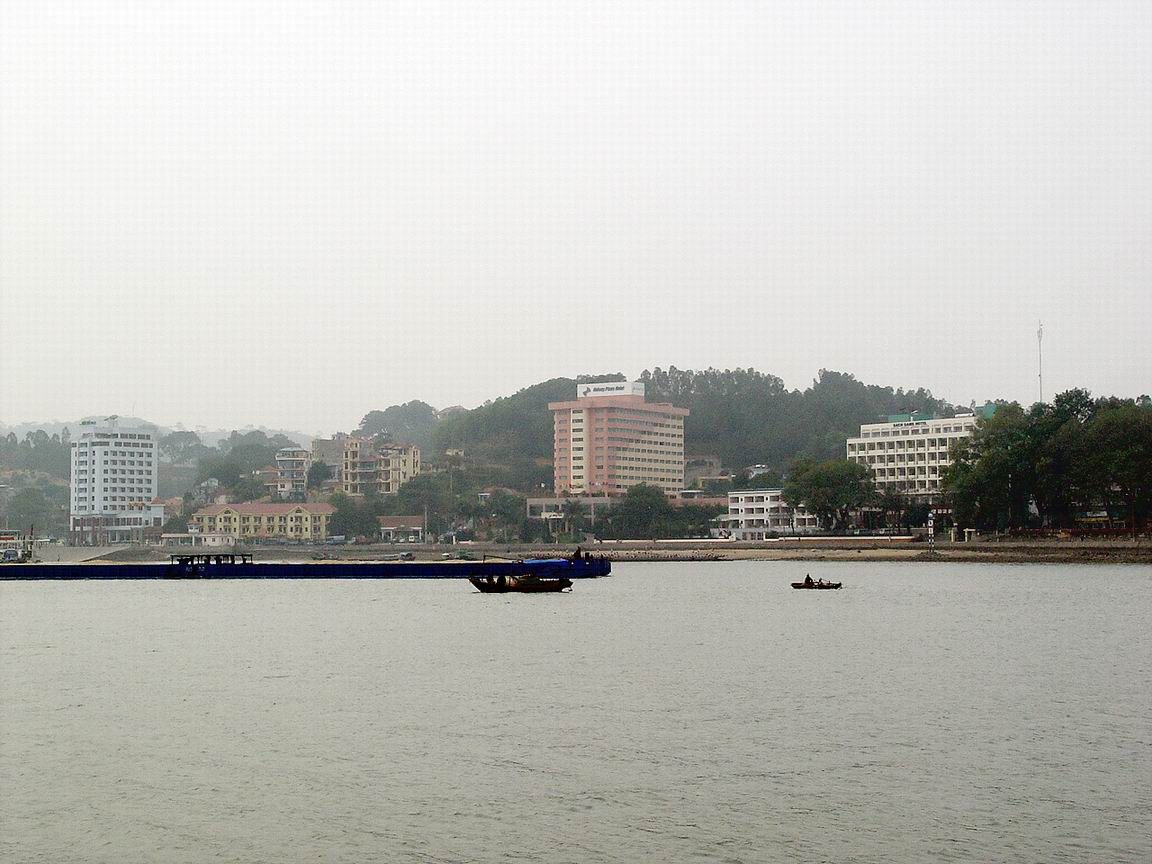
Các khách sạn cao cấp
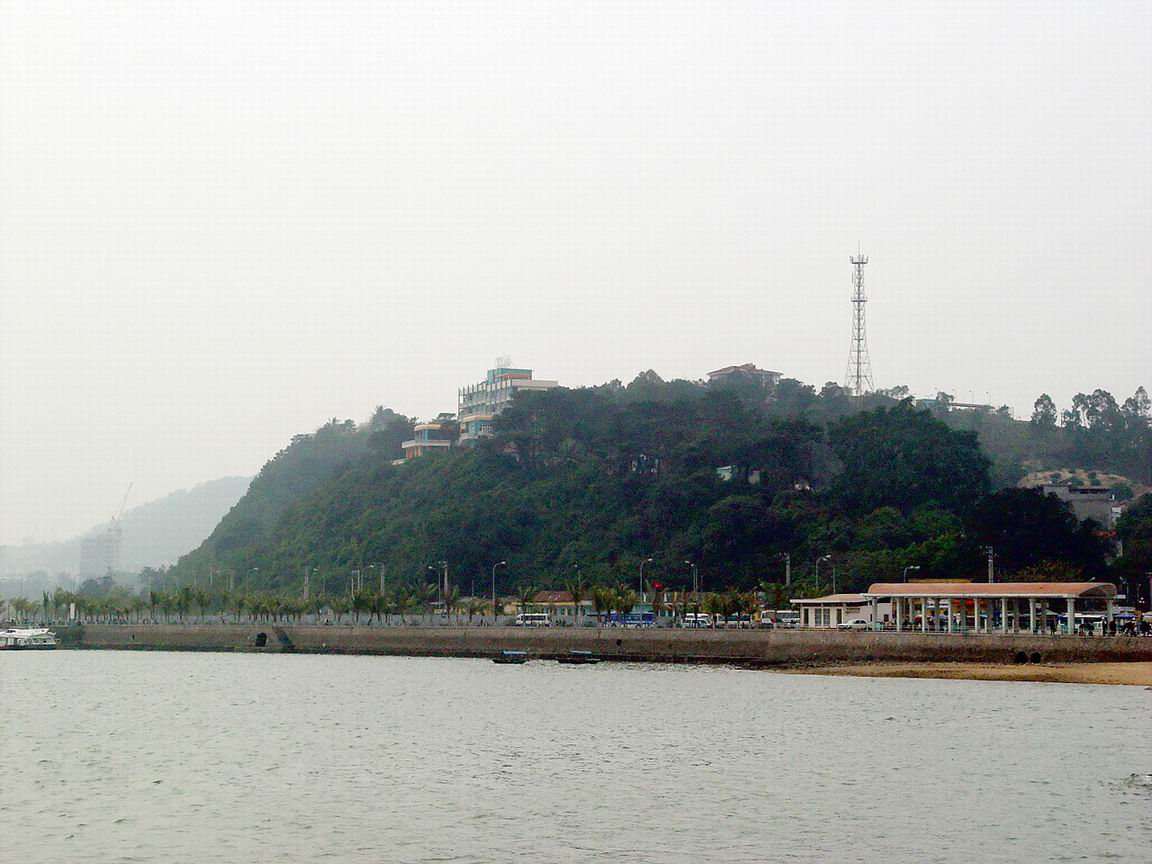
Bến phà cũ, trên đồi là Khách sạn Hải Quân và biệt thự của Đại tướng Võ Nguyên Giáp